# Joachim Kemmer

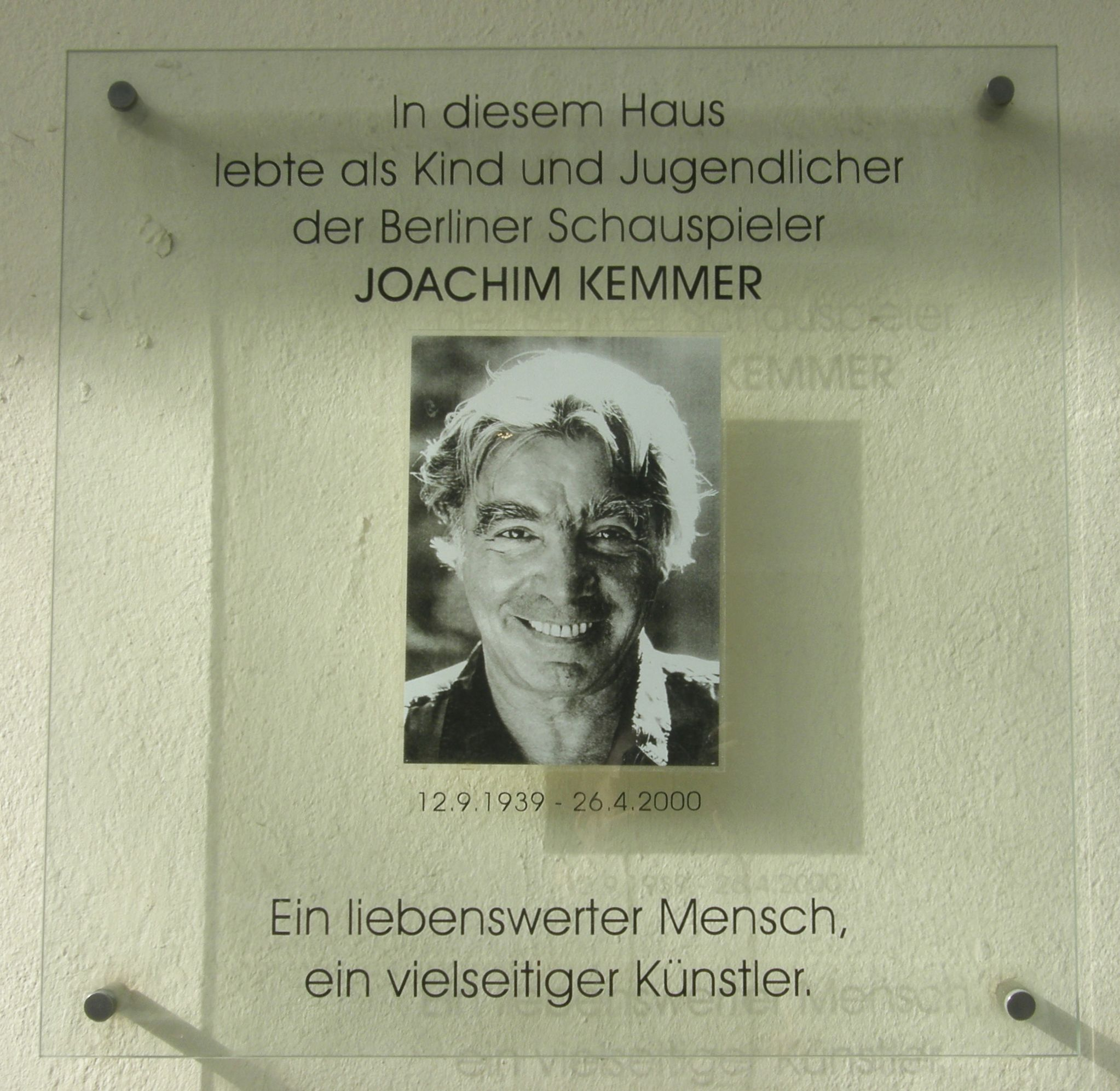
Gedenktafel in der Berliner Crellestraße

Joachim Kemmer (* 12. September 1939 in Brandenburg an der Havel; † 26. April 2000 in Wien) war ein deutscher Schauspieler, Kabarettist, Sänger, Synchronsprecher sowie Sprecher von Hörspielen.

## Leben

### Ausbildung
Joachim Kemmer wuchs in Berlin auf. Nach dem Schulabschluss absolvierte er eine Lehre als Industriekaufmann. Da dieser Beruf ihm nicht zusagte, besuchte er angeregt durch einen Freund danach die Schauspielschule „Der Kreis“ (Fritz-Kirchhoff-Schule) in Berlin und nahm zusätzlich Gesangsunterricht in Berlin und Wien bei Franz Schuch-Tovini. Zusätzlich absolvierte er im Berliner Mary-Wigman-Studio eine Tanzausbildung.

### Theater, Musical und Kabarett
1964 stieß Kemmer zusammen mit Dieter Kursawe und Käte Jaenicke zu dem 1960 von Dieter Hallervorden und Wilfried Herbst gegründeten Kabarett Die Wühlmäuse. Drei Jahre später folgte er Kursawe ins Ensemble des politisch orientierten Reichskabaretts, das dieser 1965 zusammen mit Alexander Welbat und Siegrid Hackenberg als Abspaltung der Wühlmäuse gegründet hatte. Kemmer wirkte bis 1972 in zahlreichen Programmen des Kabaretts mit.
Ab 1968 verlagerte Kemmer seinen Schaffensschwerpunkt auf das Sprech- und Musiktheater. Er erhielt unter anderem Engagements in Berlin, Wien (Theater an der Wien, Theater in der Josefstadt), an den Münchner Kammerspielen und bei den Salzburger Festspielen. Ab 1983 gehörte Kemmer als Gus, der Theaterkater zum Ensemble des von Peter Weck inszenierten deutschsprachigen Musicals Cats. Dort spielte er neben Gus auch die Rolle des Bustopher Jones und Growltiger. 1994 spielte er in Berlin am Theater des Westens unter der Regie von Helmut Baumann den Cyrano de Bergerac in der deutschen Uraufführung des dänischen Musicals Cyrano.

### Film und Fernsehen
Im Jahr 1971 gab Kemmer im Horrorfilm Gebissen wird nur nachts sein Spielfilmdebüt. Danach spielte er in über 50 Film- und Fernsehproduktionen, u. a. in der Simmel-Verfilmung Lieb Vaterland magst ruhig sein, in Eberhard Itzenplitz’ Anpassung an eine zerstörte Illusion, in der Ost-West-Komödie Meier, neben Götz George in Dominik Grafs Thriller Die Katze, in Axel Cortis Dramen Wohin und zurück – Santa Fé und Wohin und zurück – Welcome in Vienna, als Kommissar in den Edgar-Wallace-Adaptionen Die Katze von Kensington, Der Blinde und Das Karussell des Todes, neben Otto Waalkes in der Komödie Otto – Der neue Film sowie neben Robert Mitchum in dem norwegischen Drama Pakten. In der Krimiserie Blank Meier Jensen und der Familienserie Edgar, Hüter der Moral spielte er jeweils die Hauptrolle. Daneben hatte er zahlreiche Gastauftritte in Fernsehserien wie Derrick, Der Alte, Liebling Kreuzberg, Tatort und Das Traumschiff.

### Als Synchronsprecher
Zudem war Joachim Kemmer ab 1966 umfangreich in der Synchronisation tätig und lieh seine markante, raue Stimme unter anderem Humphrey Bogart in den Neusynchronisationen seiner Filme (u. a. Casablanca), die ab den 1960er-Jahren entstanden. Darüber hinaus synchronisierte er international bekannte Schauspielkollegen wie Richard Pryor (u. a. Zwei wahnsinnig starke Typen), Jeff Bridges (King Kong), John Cassavetes (u. a. Ist das nicht mein Leben?), Willem Dafoe (Leben und sterben in LA), Marty Feldman (u. a. Drei Fremdenlegionäre und Frankenstein Junior), Richard Gere (Der einsame Job), Elliott Gould (u. a. Unternehmen Capricorn), Anthony Hopkins (Das Mädchen von Petrowka), Harvey Keitel (Taxi Driver), Dean Martin (u. a. Der tollkühne Jockey) und Al Pacino (Dick Tracy). In der 1981 erstmals von der BBC ausgestrahlten Fernsehserie Per Anhalter durch die Galaxis (nach der gleichnamigen Buchreihe von Douglas Adams) sprach Kemmer Mark Wing-Davey in der Rolle des Zaphod Beeblebrox.
Dabei ergab sich 1976 eine Kuriosität aus seiner Synchronarbeit: Während er in der Simmel-Verfilmung Lieb Vaterland magst ruhig sein selbst einen Journalisten verkörperte, lieh er seine Stimme der Hauptfigur, gespielt vom Kleindarsteller Heinz Domez. Um daraus resultierende Verwirrungen beim Publikum zu vermeiden, wurde Kemmer in der Rolle des Journalisten wiederum von Thomas Danneberg synchronisiert.
Weiterhin lieh Kemmer seine Stimme einigen Figuren der moderneren Disney-Filme. Unter ihnen der Gehörnte König in Taran und der Zauberkessel, Dschafar in Aladdin, Ratcliffe in Pocahontas und Rafiki in König der Löwen. Zu Evergreens wurden die Lieder Sei hier Gast, das Kemmer in der Rolle des Kerzenständers Lumière in Die Schöne und das Biest sang und Unter dem Meer, für das Kemmer der Krabbe Sebastian aus Arielle, die Meerjungfrau (alte Synchronisation) seine Stimme lieh. Ebenso war er als Rasputin im 20th-Century-Fox-Zeichentrickfilm Anastasia aus dem Jahr 1997 zu hören.

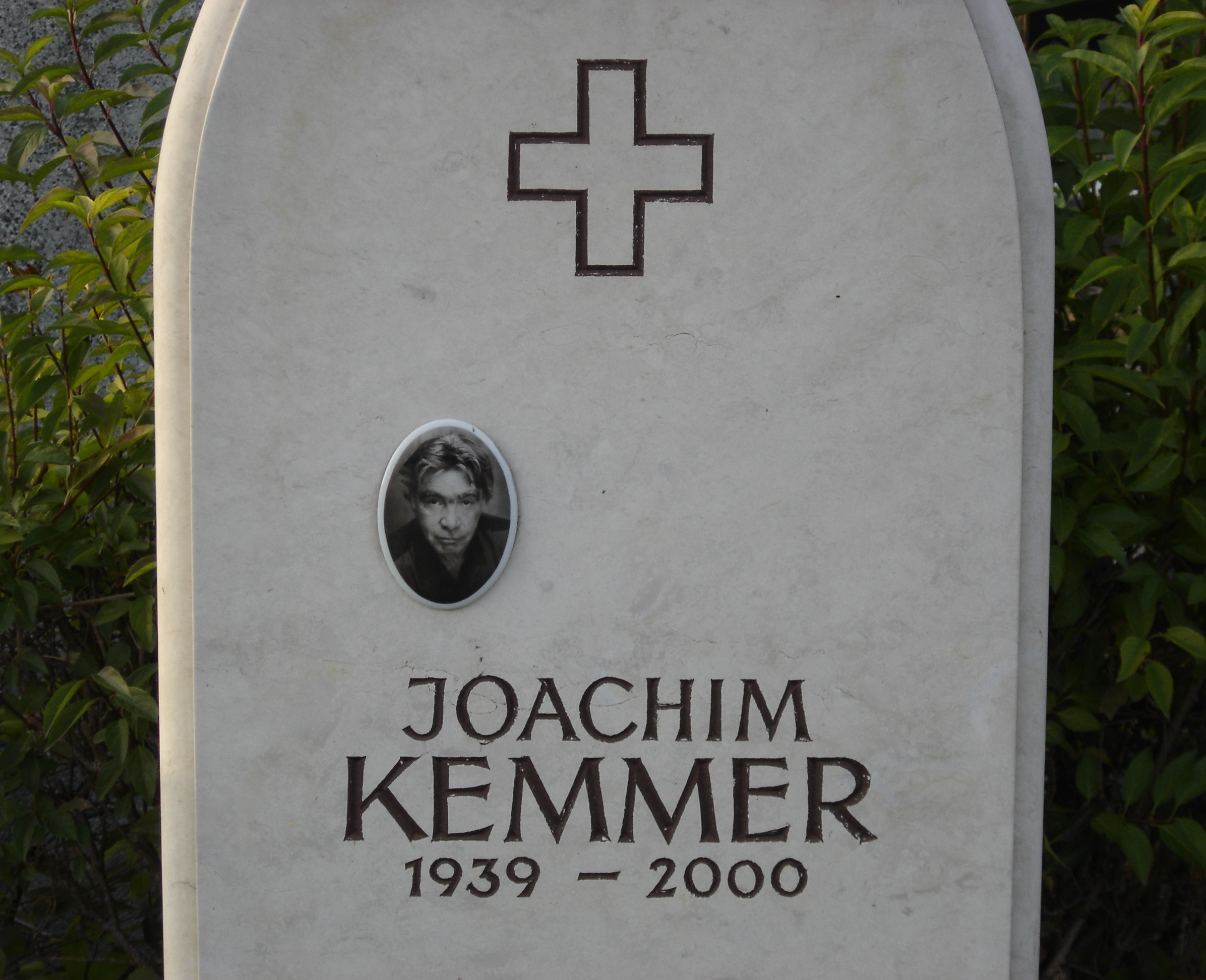
Zentralfriedhof Wien – Grab Joachim Kemmers (November 2004)

### Persönliches
Kemmer war ab 1994 mit seiner Kollegin Krista Stadler verheiratet. Aus früheren Beziehungen hatte er zwei Söhne.
Er starb am 26. April 2000 in Wien im Alter von 60 Jahren an Lungenkrebs. Begraben liegt Joachim Kemmer auf dem Wiener Zentralfriedhof in einem ehrenhalber gewidmeten Grab der Stadt Wien. An dem Haus in Berlin-Schöneberg, wo er seine Kindheit und Jugend verbrachte, befindet sich eine Gedenktafel.

## Filmografie
- 1971: Gebissen wird nur nachts – das Happening der Vampire
- 1973: Mein Onkel Benjamin (TV)
- 1976: Direktion City
- 1976: Lieb Vaterland magst ruhig sein
- 1976: Verdunkelung – Der Eisenbahnmörder
- 1977: Anpassung an eine zerstörte Illusion
- 1983: Das Traumschiff: Amazonas (TV)
- 1986: Meier
- 1986: Wohin und zurück – Santa Fé
- 1986: Wohin und zurück – Welcome in Vienna
- 1986: Offene Zweierbeziehung
- 1987: Otto – Der neue Film (als Schmieriak)
- 1988: Die Katze (als Voss)
- 1989: Ein Heim für Tiere (Fernsehserie, eine Folge)
- 1989: Ein Fall für zwei: Der zweite Mann
- 1989: Berliner Weiße mit Schuß (TV-Serie, Folge 16: Ist das'n Urlaub) – als Bertram Pohle[1]
- 1989: Jede Menge Schmidt
- 1990: Edgar, Hüter der Moral (TV-Serie, in der Titelrolle in allen 5 Folgen)[2]
- 1990: Spieler
- 1992: Derrick: Kein teurer Toter
- 1992–1993: Blank Meier Jensen (TV-Serie), als Kommissar Robert Blank in allen 21 Folgen
- 1994: Liebling Kreuzberg (TV-Serie, Folge 37 und 38)
- 1994: Tatort: Mord in der Akademie (TV-Reihe)
- 1994: Matchball (TV-Serie)
- 1995: Pakten
- 1996: Die Katze von Kensington, als Chefinspektor Higgins (Edgar Wallace)
- 1996: Die Putzfraueninsel
- 1996: Der Blinde, als Chefinspektor Higgins (Edgar Wallace)
- 1996: Karussell des Todes, als Chefinspektor Higgins (Edgar Wallace)
- 1996: Adelheid und ihre Mörder (Fernsehserie, Ein Schritt zu viel)
- 1996: Ärzte (Fernsehserie)
- 1997: Winterkind
- 1997: Fröhlich geschieden
- 1998: Silvias Bauch
- 1998: Polizeiruf 110: Mordsmäßig Mallorca (TV-Reihe)

## Synchronisation
- 1970: Hacker – Django Nudo und die lüsternen Mädchen von Porno Hill
- 1975: Tigger – Winnie Puuh und Tigger dazu
- 1977: Kaninchen – Bernard und Bianca – Die Mäusepolizei
- 1977: Dr. Terminus – Elliot, das Schmunzelmonster
- 1977: Dave Allen – Dave Allen At Large / Dave Allen Special / Dave Allen Christmas Special
- 1981: Boomer – Cap und Capper
- 1982: Sylvester – Slapstick
- 1985: Der gehörnte König – Taran und der Zauberkessel
- 1985: Shang – Alamo Bay
- 1989: Sebastian – Arielle, die Meerjungfrau
- 1990: Wilbur – Bernard und Bianca im Känguruhland
- 1991: Lumière – Die Schöne und das Biest
- 1992: Dschafar – Aladdin; Sebastian – Arielle, die Meerjungfrau (Zeichentrickserie)
- 1992: Bram Stoker’s Dracula: R.M. Renfield
- 1994: Rafiki – Der König der Löwen; Dschafar – Dschafars Rückkehr
- 1995: Ratcliffe – Pocahontas
- 1996: Red – Charlie – Ein himmlischer Held
- 1997: Rasputin – Anastasia; Lumière – Die Schöne und das Biest – Weihnachtszauber; Tortellini, der Hahn – Die furchtlosen Vier
- 1998: Lumière – Belles zauberhafte Welt; Hotep – Der Prinz von Ägypten; Ratcliffe – Pocahontas 2: Reise in eine neue Welt; Rafiki – Der König der Löwen 2 – Simbas Königreich
- 1999: Zozi – Bartok der Großartige

## Hörspiele
- 1970: Wilhelm Raabe: Die Chronik der Sperlingsgasse (Strobel) – Regie: Siegfried Niemann (SFB)
- 1972: Eduard König: Heiraten oder nicht? (Franz) – Regie: Siegfried Niemann (SFB)
- 1972: Anonym: Aucassin und Nicolette (Spielmann) – Regie: Siegfried Niemann (SFB)
- 1972: Alfred Bergmann (nach Eichendorff): Aus dem Leben eines Taugenichts (Der Taugenichts) – Regie: Siegfried Niemann (SFB/HR)
- 1974: John Arden und Margaretta D’Arcy: Das Erbe von Ballygombeen (Erzähler) – Regie: Walter Adler (WDR/SR)
- 1975: William Shakespeare: König Richard II. (Herzog von Aumerle, Sohn des Herzogs von York) – Regie: Hans Hausmann (SRF/ORF-S)
- 1978: Istvan Gall: Ohr-Pheus – Regie: Hans Bernd Müller (SFB)
- 1979: Dorothea Macheiner: Reviere – Regie: Hans Bernd Müller (SFB)
- 1981: Hans Friedrich Kühnelt: Maximilian und der Teufel oder Ciao, Massimo! – Regie: Peter Leidenfrost (ORF-W)
- 2002/2023: Aladdin. Das Original-Hörspiel zum Disney Film, Kiddinx Entertainment & Audible
- 2002/2023: Die Schöne und das Biest. Das Original-Hörspiel zum Disney Film, Kiddinx Media & Audible.
- 2002/2023: Der König der Löwen: Das Original-Hörspiel zum Film, Kiddinx Media & Audible
- 2002: Pocahontas: Das Original-Hörspiel zum Film, Kiddinx Media.

(Quelle:)